# José de Castro
José Augusto Soares Ribeiro de Castro (Guarda, Valhelhas, 7 de abril de 1848 — Lisboa, 31 de julho de 1929), mais conhecido por José de Castro, foi um advogado, jornalista e político português que, entre outras funções, ocupou o cargo de presidente do Ministério de um dos governos da Primeira República Portuguesa.

## Biografia
Formou-se em Direito pela Faculdade de Direito da Universidade de Coimbra, tendo trabalhado como advogado na Guarda e em Lisboa.
Membro da Maçonaria desde 1868 e 3.º Grão-Mestre Adjunto do Grande Oriente Lusitano entre 1909 e 1915, a sua carreira política foi iniciada como membro do Partido Progressista, apoiando a monarquia constitucional, mas evolui no sentido do republicanismo, tendo aderido ao Partido Republicano Português em 1881.
Como jornalista, foi o redactor principal do periódico O Districto da Guarda, exercendo essas funções desde a sua fundação em 1878. Fundou o primeiro jornal republicano fora dos grandes centros urbanos, começando a publicar em 1882 o O Povo Português.
Mantendo-se no Partido Republicano Português durante os tempos conturbados da Primeira República Portuguesa, foi escolhido para presidir ao Ministério depois da tentativa falhada de governo em ditadura liderada pelo general Joaquim Pimenta de Castro. Foi presidente do Ministério entre 17 de Maio e 29 de Dezembro de 1915 (interinamente entre 17 e 29 de maio, em substituição do presidente-indigitado João Chagas, que sofrera um atentado e que não chegaria a tomar posse).
Era pai do também presidente do Ministério, Álvaro de Castro.
Nunca aceitou condecorações por ser Maçon.
Sua terra natal, a antiga vila de Valhelhas, recorda-o na toponímia da sua praça principal.